# Wilsinho
Wilsinho, właśc. Wilson Costa de Mendonça (ur. 3 października 1956 w Rio de Janeiro) – brazylijski piłkarz, występujący na pozycji napastnika.

## Kariera klubowa
Karierę piłkarską Wilsinho rozpoczął w klubie CR Vasco da Gama w 1976. Z Vasco da Gama zdobył mistrzostwo stanu Rio de Janeiro – Campeonato Carioca w 1977. W Vasco 16 października 1977 w zremisowanym 1-1 meczu z Americano FC Wilsinho zadebiutował w lidze brazylijskiej. W 1982 krótko występował w CR Flamengo. W latach 1982–1986 był zawodnikiem Fluminense FC. Z Fluminense zdobył mistrzostwo Brazylii 1984 oraz mistrzostwo stanu Rio de Janeiro w 1983.
We Fluminense Wilsinho rozegrał ostatni mecz w lidze wystąpił 13 listopada 1986 w wygranym 2-1 meczu z Goiás EC. Ogółem w latach 1971–1983 w lidze brazylijskiej Tobias rozegrał 121 spotkań, w których strzelił 21 bramek. W barwach Tricolor rozegrał 67 meczów, w których strzelił 7 bramek. Karierę zakończył w Américe Rio de Janeiro w 1987.

## Kariera reprezentacyjna
W reprezentacji Brazylii Wilsinho jedyny raz wystąpił 12 października 1977 w wygranym 3-0 towarzyskim meczu z A.C. Milan. Nigdy nie wystąpił w reprezentacji w oficjalnym meczu międzypaństwowym.